# Rakutówek (Włocławek)
Rakutówek – przedwojenne osiedle włocławskie
W okresie międzywojennym przy ul. Nowomiejskiej (dawna Żałobna) 8 i 17-19 miasto wybudowało jednopiętrowe domy, a przy ul. Południowej baraki robotnicze dla bezdomnych.
W lutym 1940 r. hitlerowscy okupanci wysiedlili około 600 mieszkańców Rakutówka i jeszcze w tym samym roku utworzyli na jego terenie getto.
Zobacz też: Rakutówka